# Xuy Xá
Xuy Xá là một xã thuộc huyện Mỹ Đức, thành phố Hà Nội, Việt Nam.

## Địa lý
Xã có diện tích 5,33 km², dân số năm 2021 là 9.756 người, mật độ dân số đạt 1.830 người/km².
Xã Xuy Xá có các thôn: Nghĩa, Tân Độ, Đoài (xóm Chợ, xóm Rọc, xóm Đông), Thượng, Nội.